# Parafia św. Agnieszki w Goniądzu
Parafia pw. św. Agnieszki w Goniądzu – rzymskokatolicka parafia należąca do dekanatu Mońki archidiecezji białostockiej, metropolii białostockiej.

## Historia parafii
Parafia w Goniądzu powstała z fundacji wielkiego księcia litewskiego Witolda przed rokiem 1430. Pierwszy kościół został wzniesiony pod wezwaniem Wniebowzięcia NMP, św. Jana Chrzciciela i św. Agnieszki. W czasie potopu szwedzkiego świątynia ta została bardzo zniszczona. W 1520 r. w Goniądzu został zbudowany drugi kościół, który ufundował wojewoda wileński Mikołaj Radziwiłł jako prepozytura szpitalna pw. Ducha Świętego. Świątynia ta pod koniec XVIII wieku popadła w ruinę i na początku XIX wieku zbudowano w tym miejscu kaplicę cmentarną.
Na wniosek metropolity wileńskiego Romualda Jałbrzykowskiego Stolica Apostolska z dniem 10 października 1929 roku udzieliła indulgencji odwiedzającym kościół w dniu odpustu św. Antoniego Padewskiego.
Kościół parafialny
Kościół pw. Wniebowzięcia NMP, św. Jana Chrzciciela i św. Agnieszki został odbudowany w I połowie lat 60. XVII wieku. W roku 1775 rozpoczęto budowę nowego, drewnianego kościoła, fundatorami świątyni byli bp. przemyski Antoni Betański, tytularny proboszcz Goniądza i Izabela z Poniatowskich Branicka. 26 września 1921 roku kościół ten doszczętnie spłonął.
Obecnie istniejący kościół w stylu neobaroku polskiego wybudował w latach 1922–1924 ks. Adam Abramowicz według projektu architekta prof. Politechniki Warszawskiej Oskara Sosnowskiego. 14 września 1924 r. konsekracji świątyni dokonał bp wileński Jerzy Matulewicz. W wyniku II wojny światowej miasto Goniądz i kościół w bardzo znacznym stopniu uległ zniszczeniu. W sierpniu 1944 roku wojska niemieckie wysadziły obie wieże kościoła. Pozostałe dotychczas ocalałe fragmenty murów uległy dalszemu zniszczeniu w trakcie walk o przełamanie umocnień frontowych na rzece Biebrza, które trwały do połowy stycznia 1945 r.
Kościoły filialne i kaplice
- Kaplica pw. Ducha Świętego na cmentarzu w Goniądzu
- Kaplica pw. św. Floriana w Goniądzu
- Kaplica w domu zakonnym Zgromadzenia Sióstr Służek Najświętszej Maryi Panny Niepokalanej w Goniądzu

Cmentarz parafialny
Na terenie parafii znajduje się cmentarz grzebalny założony w roku 1804 o powierzchni 2 ha w odległości 0,5 km od kościoła.

## Zasięg parafii
Do parafii należą wierni z miejscowości: Białosuknia, Dawidowizna, Doły, Goniądz, Jaski, Klewianka, Kosiorki, Krzecze, Łazy, Mierkienniki, Ołdaki, Piwowary, Pyzy, Smogorówka Goniądzka, 
Szafranki, Wojtówstwo i Zyburty.
W latach 20. XX wieku z parafii wyłączono dla parafii pw. Matki Boskiej Częstochowskiej i św. Kazimierza w Mońkach wiernych z miejscowości: Dzieżki, Ginie, Hornostaje (od 1931), Krzeczkowo,  Łupichy Mońki Oliszki, Potoczyzna, Świerzbienie i Zblutowo.
Wyłączono także do Parafii Matki Boskiej Anielskiej w Downarach wiernych z miejscowości:

Downary, Kramkówkę Dużą, Kramkówke Małą, Olszową Drogę, Osowiec (osadę), Owieczki, Rybaki, Żodzie.
 oraz Ciesze, Koleśniki, Uścianek, Sobieski.

## Proboszczowie
- ks. kan. Adam Abramowicz (1922–1925)
- ks. kan. Tadeusz Sołowiej (1990–2011)
- ks. Grzegorz Pigiel (2011–2019)
- ks. Robert Jacek Koller (od 30 czerwca 2019)